# Иоскевич, Иван Фёдорович
Иван Фёдорович Иоскевич, в польской историографии известен как Ян Юськевич (пол. Jan Jośkiewicz; 11 марта 1898 года, дер. Беляковщина, ныне Гродненский район, Гродненская область — 8 августа 1964 года, Москва) — советский военный деятель, генерал-лейтенант (11 июля 1946 года).

## Начальная биография
Иван Фёдорович Иоскевич родился 11 марта 1898 года в деревне Беляковщина, ныне Гродненский район Гродненской области.

## Военная служба

### Первая мировая и гражданская войны
В 1916 году призван в ряды Русской императорской армии и вскоре получил чин унтер-офицера.
В феврале 1918 года вступил в Красную Гвардию, а затем призван в ряды РККА, после чего служил красногвардейцем и помощником командира взвода в составе отряда под командованием Д. Е. Коновалова и принимал участие в боевых действиях против войск под командованием атамана А. И. Дутова под Оренбургом.
В октябре 1919 года Иоскевич направлен на учёбу на пехотные командные курсы, дислоцированные в Фергане, после окончания которых с октября 1920 года служил строевым инструктором и помощником командира роты на этих же курсах.
В декабре 1921 года назначен на должность командира взвода в составе 218-го пограничного батальона ВЧК, после чего принимал участие в боевых действиях против басмачества на Туркестанском фронте.

### Межвоенное время
В марте 1923 года направлен в 4-й Туркестанский стрелковый полк (2-я стрелковая дивизия), где служил на должностях командира роты, помощника начальника штаба полка, командира хозяйственной роты. В октябре 1926 года направлен на учёбу на Стрелково-тактические курсы «Выстрел», после окончания которых в августе 1927 года вернулся в полк.
С февраля 1930 года служил помощником командира и исполняющим должность командира отдельного Таджикского стрелкового батальона (Среднеазиатский военный округ). В ноябре 1932 года был переведён в Военную электротехническую академию, где служил на должностях помощника начальника 2-го сектора, начальника продовольственно-вещевого сектора МТО, начальника отдела военно-хозяйственного снабжения МТО, начальника административно-хозяйственного отдела военного факультета и преподавателя общей тактики этой же академии.
После окончания вечернего факультета Военной академии имени М. В. Фрунзе в мае 1938 года назначен на должность начальника учебного отдела Бакинского пехотного училища, в декабре 1939 года — на должность преподавателя тактики курсов усовершенствования штабных командиров РККА, а в марте 1941 года — на должность преподавателя кафедры общей тактики Военной академии имени М. В. Фрунзе.

### Великая Отечественная война
С началом войны находился на прежней должности.
В декабре 1941 года назначен на должность начальника штаба 342-й стрелковой дивизии, во время битвы под Москвой ведшей наступательные боевые действия южнее города Сухиничи. В январе 1942 года Иоскевич был ранен и после излечения с февраля состоял в распоряжении Главного управления кадров НКО. В апреле того же года назначен на должность командира 414-й стрелковой дивизии, занимавшейся боевой подготовкой в составе Северокавказского военного округа. В июне дивизия включена в состав 44-й армии (Закавказский фронт) и заняла оборону по рубежу реки Сулак, после чего продолжила заниматься боевой подготовкой, а также совершенствовала занимаемые оборонительные позиции. 9 ноября дивизия под командованием Иоскевича заменила 389-ю стрелковую дивизию на правом берегу Терека, после чего вела оборонительные боевые действия. В ходе этих боёв под Моздоком Иоскевич был контужен.
В январе 1943 года назначен на должность заместителя командира 16-го стрелкового корпуса. В период с 18 по 27 июня того же года полковник Иоскевич исполнял должность командира этого же корпуса. Корпус принимал участие в оборонительных боевых действиях на туапсинском направлении, в десантной операции с целью занятия и удержания плацдарма в районе Мысхако, а также в ходе Новороссийско-Туапсинской и Керченско-Эльтигенской операций.
В декабре 1943 года назначен на должность командира 20-й горнострелковой дивизии в составе Отдельной Приморской армии. В мае 1944 года дивизия была передана 28-й армии (1-й Белорусский фронт), после чего в ходе Минской операции принимала участие в наступательных боевых действиях на барановичском направлении. В июне того же года Иоскевич был тяжело ранен, после чего находился на излечении в госпитале.

### Послевоенная карьера

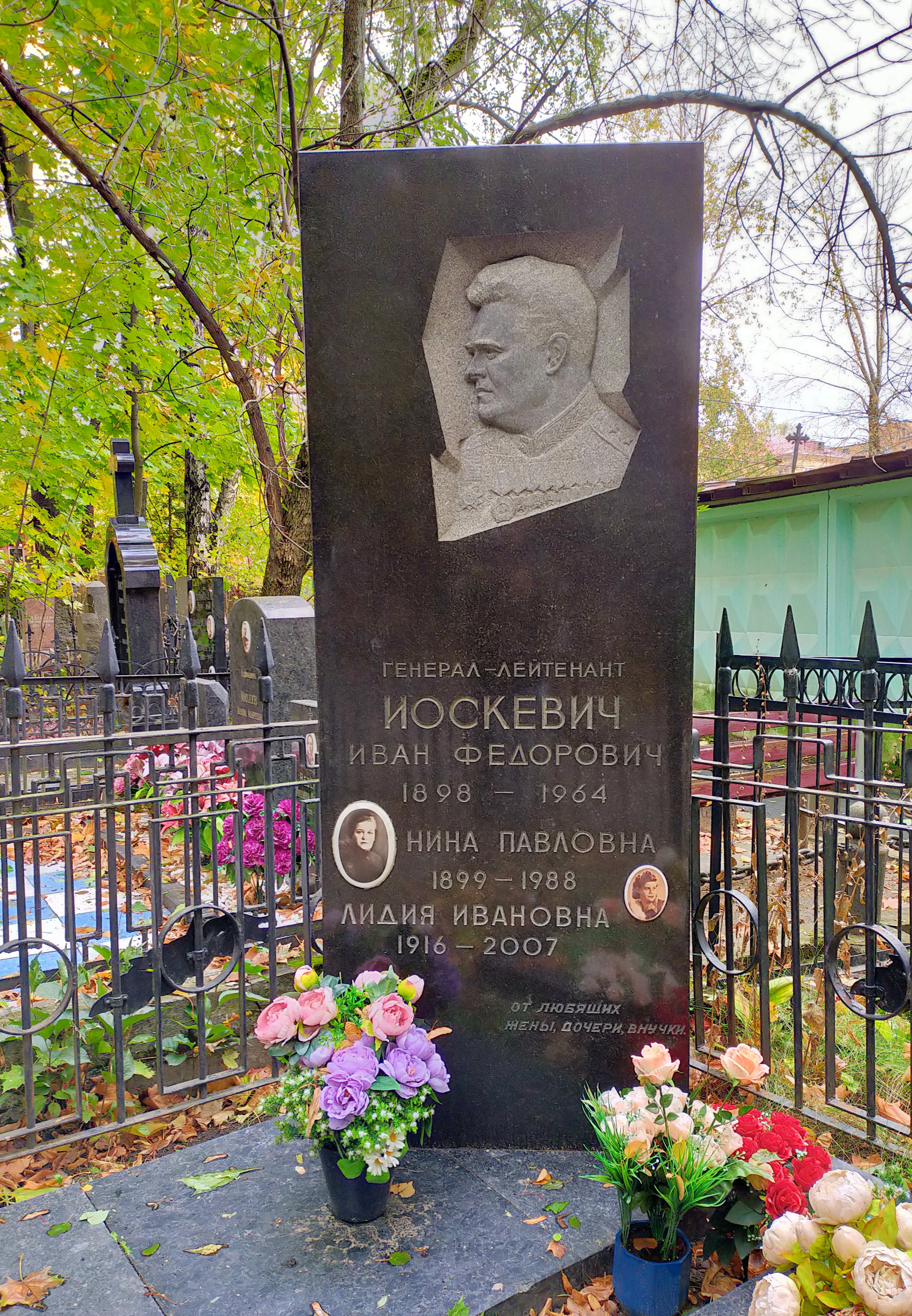
Могила И. Ф. Иоскевича на Введенском кладбище

После выздоровления в мае 1945 года направлен в Польскую Народную Республику и назначен на должность начальника Главного штаба Войска Польского, а в октябре того же года — на должность командующего войсками морского округа Войска Польского.
В сентябре 1947 года вернулся в СССР и назначен на должность начальника кафедры общей тактики Военно-воздушной инженерной академии имени Н. Е. Жуковского.
Генерал-лейтенант Иван Фёдорович Иоскевич в ноябре 1955 года вышел в отставку. Умер 8 августа 1964 года в Москве. Похоронен на Введенском кладбище (19 уч.).

## Воинские звания
- Генерал-майор (3 июня 1944 года);
- Генерал-лейтенант (11 июля 1946 года).

## Награды
- Орден Ленина (21.02.1945);
- Три ордена Красного Знамени (26.07.1944, 03.11.1944, 16.01.1948);
- Орден Отечественной войны 1-й степени (02.07.1943);
- Орден Красной Звезды;
- Медали;
- Польские награды, в том числе:
- Орден Возрождения Польши 3-й степени (27.06.1947 — За выдающиеся заслуги перед Возрождённой Польской Армией)[2]